# Manoir de la Vigne (Matignon)
Le manoir de la Vigne est situé à Matignon en France.

## Localisation
Le manoir est situé sur la commune de Matignon dans le département des Côtes-d'Armor, dans la région Bretagne.

## Description
Le manoir est composé d'un grand corps rectangulaire avec adjonction d'une tourelle de plan carré au nord. À l'origine, le plan montre une symétrie (porte centrale entourée de deux travées de fenêtres au rez-de-chaussée, premier étage et l'étage de lucarnes). Au XXIe siècle, il n'en reste que la travée est et la porte.

## Historique
Le manoir est inscrit partiellement au titre des monuments historiques par arrêté du 2 février 1976.

## Protection
Éléments protégés : les façades et toitures du manoir et des deux bâtiments de ferme.

## Galerie

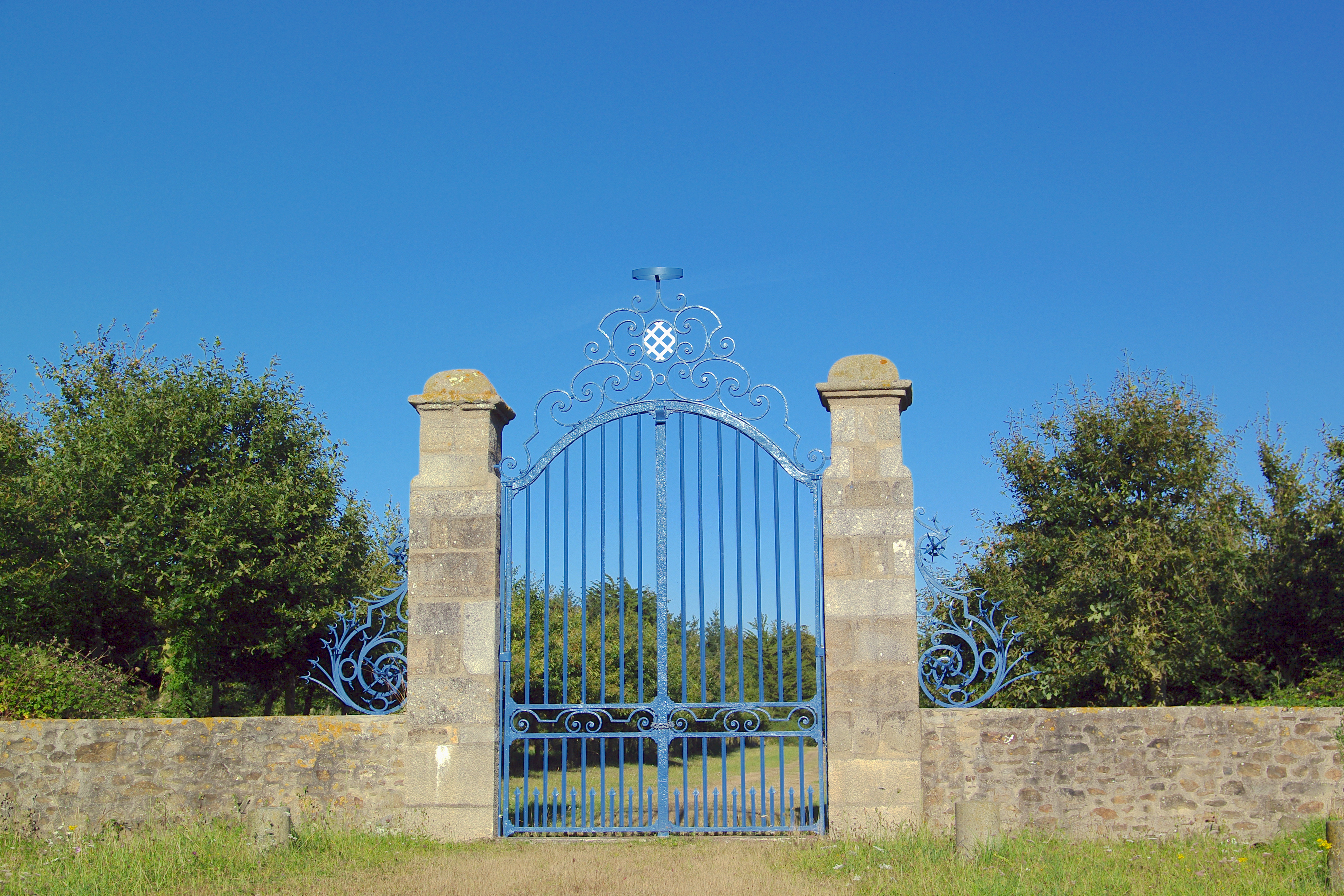